# البطحة (مسلسل)
البطحة هو مسلسل تلفزيوني اجتماعي كوميدي جزائري عُرض لأول مرة في رمضان 1444 هـ (2023) على شاشة الشروق تي في. يتناول المسلسل في حلقاته مجموعة من الأحداث والقضايا المختلفة في المجتمع الجزائري، حيث تتميز كل حلقة بعنوان مستقل، مثل صراع الحوامات والعرس الأسطوري وغيرها.

## الممثلون
البطولة
- نبيل عسلي
- نسيم حدوش
- عادل شيخ
- ياسمينة عبد المومن
- ربيع واجاوت
- محمد بن داود
- نجية لعراف
- حكيم زلوم
- اسماعيل عيساوي
- نسرين بلحاج
- رضوان مرابط

وعدة نجوم وممثلين جزائريين

## روابط خارجية
- البطحة على موقع IMDb (الإنجليزية)
- البطحة على موقع قاعدة بيانات الأفلام العربية
- حلقات المسلسل